# Profeta pensieroso
Il Profeta pensieroso è una scultura di Donatello proveniente dalle nicchie del terzo ordine del Campanile di Giotto, risalente al 1418-1420. È in marmo bianco a grandezza naturale (193x64x44 cm) ed è oggi conservata nel Museo dell'Opera del Duomo di Firenze. 

## Storia
La statua era la prima da destra del lato est del campanile, quello verso la cupola del Brunelleschi, che all'epoca doveva ancora essere costruita. Le altre tre statue di questo lato erano il Profeta imberbe, sempre di Donatello (1416-1418), il Profeta barbuto di Nanni di Bartolo (1408) e il Sacrificio di Isacco di Donatello e Nanni di Bartolo (1421).
Le statue delle nicchie vennero trasferite nel museo nel 1937 e sostituite all'esterno da copie. Annerite dagli agenti atmosferici sono tuttora in corso di pulizia a restauro. Il Profeta pensieroso non è ancora stato restaurato.

## Descrizione
Il soggetto della statua non è stato chiaramente identificato per la mancanza di attributi iconografici, per cui è chiamato col nome convenzionale di Profeta barbuto o Il Pensieroso, per via dell'espressione assorta sottolineata dalla mano che regge il mento con un dito disteso sulla guancia. La statua è caratterizzata da un forte realismo e da una profonda intensità espressiva con un senso di energia trattenuta come nelle migliori opere di Donatello. La testa è trattata con penetrante individuazione fisiognomica che non ha niente di convenzionale e ricorda il San Marco di Orsanmichele, di pochi anni anteriore. I lineamenti sono contratti e disarmonici, ma l'effetto generale di imponenza e dignità è dato dai gesti pacati e dal forte effetto chiaroscurale dei panneggi. 
La figura guarda verso il basso poiché la sua collocazione iniziale era a molti metri di altezza, quindi, col busto leggermente inclinato in avanti, guarda verso i suoi ideali spettatori.
Restano tracce di colorazione, ad esempio in una delle pupille.